# Fußball-Oberliga 1948/49
Die Fußball-Oberliga-Saison 1948/49 wurde in fünf Staffeln gespielt.

## Nord

### Abschlusstabelle
| Pl. | Verein                 | Sp. | S  | U | N  | Tore    | Punkte |
| --- | ---------------------- | --- | -- | - | -- | ------- | ------ |
| 1.  | Hamburger SV (M)       | 22  | 14 | 4 | 4  | 061:310 | 32:12  |
| 2.  | FC St. Pauli           | 22  | 15 | 2 | 5  | 047:220 | 32:12  |
| 3.  | VfL Osnabrück          | 22  | 14 | 3 | 5  | 061:230 | 31:13  |
| 4.  | Eintracht Braunschweig | 22  | 12 | 1 | 9  | 048:480 | 25:19  |
| 5.  | Bremer SV              | 22  | 9  | 4 | 9  | 045:530 | 22:22  |
| 6.  | Eimsbütteler TV (N)    | 22  | 9  | 3 | 10 | 035:400 | 21:23  |
| 7.  | VfB Lübeck             | 22  | 8  | 4 | 10 | 035:440 | 20:24  |
| 8.  | Werder Bremen          | 22  | 8  | 3 | 11 | 049:500 | 19:25  |
| 9.  | Concordia Hamburg      | 22  | 6  | 6 | 10 | 044:490 | 18:26  |
| 10. | Arminia Hannover       | 22  | 6  | 4 | 12 | 033:500 | 16:28  |
| 11. | 1. SC Göttingen 05 (N) | 22  | 5  | 4 | 13 | 035:570 | 14:30  |
| 12. | Bremerhaven 93 (N)     | 22  | 7  | 0 | 15 | 028:540 | 14:30  |
| 13. | Holstein Kiel          | 0   | 0  | 0 | 0  | 000:000 | 0:0    |

| (M) | Oberligameister der letzten Saison        |
| (N) | Aufsteiger aus der 1. Amateurliga 1947/48 |

Holstein Kiel wurde am 18. November 1948 zum Zwangsabstieg verurteilt, da der Verein die Freigabepapiere für den aus Weiden gekommenen Spieler Willy Hamann rückdatiert hatte. Aufgrund einer Generalamnestie durfte Kiel in der Saison 1949/50 aber wieder in der Oberliga Nord antreten.

### Entscheidungsspiel um die Meisterschaft
| Datum        |              | Ergebnis  | !Stadt, Stadion                            |
| ------------ | ------------ | --------- | ------------------------------------------ |
| 22. Mai 1949 | FC St. Pauli | 3:5 (2:1) | Hamburger SV \|\|Hamburg, Altonaer Stadion |

### Aufstiegsrunde zur Oberliga Nord
| Pl. | Verein           | Sp. | S | U | N | Tore    | Quote | Punkte |
| --- | ---------------- | --- | - | - | - | ------- | ----- | ------ |
| 1.  | VfB Oldenburg    | 5   | 4 | 0 | 1 | 015:600 | 2,50  | 08:20  |
| 2.  | Harburger TB     | 5   | 2 | 2 | 1 | 011:900 | 1,22  | 06:40  |
| 3.  | Itzehoer SV      | 5   | 2 | 2 | 1 | 010:600 | 1,67  | 06:40  |
| 4.  | ASV Bergedorf 85 | 4   | 2 | 1 | 1 | 011:130 | 0,85  | 05:30  |
| 5.  | SV Hemelingen    | 5   | 1 | 1 | 3 | 008:140 | 0,57  | 03:70  |
| 6.  | SV Linden 07     | 5   | 0 | 2 | 3 | 007:140 | 0,50  | 02:80  |

Entscheidungsspiel um Platz 2
| Datum         |              | Ergebnis | !Stadt, Stadion                     |
| ------------- | ------------ | -------- | ----------------------------------- |
| 24. Juli 1949 | Harburger TB | 4:1      | Itzehoer SV \|\|Hamburg, Millerntor |

Hannover 96, das in der Vorsaison sportlich abgestiegen war, wurde zur kommenden Spielzeit ohne Qualifikation in die Oberliga aufgenommen.

## West

### Abschlusstabelle
| Pl. | Verein                  | Sp. | S  | U  | N  | Tore    | Punkte |
| --- | ----------------------- | --- | -- | -- | -- | ------- | ------ |
| 1.  | Borussia Dortmund       | 24  | 17 | 4  | 3  | 079:300 | 38:10  |
| 2.  | Rot-Weiss Essen (N)     | 24  | 10 | 10 | 4  | 039:220 | 30:18  |
| 3.  | STV Horst-Emscher       | 24  | 11 | 5  | 8  | 051:400 | 27:21  |
| 4.  | Preußen Münster (N)     | 24  | 9  | 7  | 8  | 033:350 | 25:23  |
| 5.  | Rot-Weiß Oberhausen     | 24  | 9  | 6  | 9  | 036:250 | 24:24  |
| 6.  | Hamborn 07              | 24  | 10 | 4  | 10 | 040:440 | 24:24  |
| 7.  | TSG Vohwinkel 80        | 24  | 10 | 3  | 11 | 041:450 | 23:25  |
| 8.  | Alemannia Aachen        | 24  | 8  | 7  | 9  | 033:390 | 23:25  |
| 9.  | SpVgg Erkenschwick      | 24  | 9  | 3  | 12 | 042:530 | 21:27  |
| 10. | Rhenania Würselen (N)   | 24  | 8  | 5  | 11 | 033:480 | 21:27  |
| 11. | Fortuna Düsseldorf      | 24  | 8  | 4  | 12 | 031:450 | 20:28  |
| 12. | FC Schalke 04           | 24  | 6  | 6  | 12 | 033:430 | 18:30  |
| 13. | Sportfreunde Katernberg | 24  | 7  | 4  | 13 | 029:510 | 18:30  |

### Aufstiegsrunde zur Oberliga West
Im Rahmen der Aufstockung der Oberliga West auf 16 Vereine wurden zwischen den drei Oberligaletzten sowie den Zweit- und Drittplatzierten der Verbände Niederrhein, Mittelrhein und Westfalen drei weitere Aufsteiger in die Oberliga ermittelt. In einem Entscheidungsspiel um Platz drei des Rheinbezirks zwischen den beiden Gruppenzweiten schlug zunächst Preußen Dellbrück den SC West Köln mit 4:3 nach Verlängerung.
Gruppe A
| Pl. | Verein             | Sp. | S | U | N | Tore    | Quote | Punkte |
| --- | ------------------ | --- | - | - | - | ------- | ----- | ------ |
| 1.  | Preußen Dellbrück  | 2   | 2 | 0 | 0 | 004:200 | 2,00  | 04:0   |
| 2.  | SpVgg Herten       | 2   | 0 | 1 | 1 | 004:500 | 0,80  | 01:30  |
| 3.  | Fortuna Düsseldorf | 2   | 0 | 1 | 1 | 004:500 | 0,80  | 01:30  |

Gruppe B
| Pl. | Verein              | Sp. | S | U | N | Tore    | Quote | Punkte |
| --- | ------------------- | --- | - | - | - | ------- | ----- | ------ |
| 1.  | FC Schalke 04       | 2   | 2 | 0 | 0 | 010:000 | ∞     | 04:0   |
| 2.  | Bayer 04 Leverkusen | 2   | 1 | 0 | 1 | 001:100 | 1,00  | 02:20  |
| 3.  | VfL 06 Benrath      | 2   | 0 | 0 | 2 | 000:100 | 0,00  | 0:40   |

Gruppe C
| Pl. | Verein                  | Sp. | S | U | N | Tore    | Quote | Punkte |
| --- | ----------------------- | --- | - | - | - | ------- | ----- | ------ |
| 1.  | Duisburger FV 08        | 2   | 2 | 0 | 0 | 005:000 | ∞     | 04:0   |
| 2.  | VfL Witten              | 2   | 0 | 1 | 1 | 002:300 | 0,67  | 01:30  |
| 3.  | Sportfreunde Katernberg | 2   | 0 | 1 | 1 | 002:600 | 0,33  | 01:30  |

Damit qualifizierten sich Preußen Dellbrück, der FC Schalke 04 und der Duisburger FV 08 für die Oberligasaison 1949/50.

## Südwest
Die Staffel Südwest wurde in zwei Gruppen gespielt, deren Sieger gegenseitig den Meister ausspielten.

### Gruppe Nord
| Pl. | Verein                   | Sp. | S  | U | N  | Tore    | Punkte |
| --- | ------------------------ | --- | -- | - | -- | ------- | ------ |
| 1.  | 1. FC Kaiserslautern (M) | 24  | 21 | 1 | 2  | 142:220 | 43:50  |
| 2.  | Wormatia Worms           | 24  | 15 | 6 | 3  | 075:240 | 36:12  |
| 3.  | TuS Neuendorf            | 24  | 16 | 2 | 6  | 075:210 | 34:14  |
| 4.  | FK Pirmasens             | 24  | 14 | 5 | 5  | 058:410 | 33:15  |
| 5.  | VfL Neustadt             | 24  | 15 | 2 | 7  | 044:420 | 32:16  |
| 6.  | SV Phönix Ludwigshafen   | 24  | 8  | 7 | 9  | 049:440 | 23:25  |
| 7.  | Eintracht Trier (N)      | 24  | 8  | 4 | 12 | 046:620 | 20:28  |
| 8.  | 1. FSV Mainz 05          | 24  | 7  | 6 | 11 | 039:670 | 20:28  |
| 9.  | SG Weisenau (N)          | 24  | 7  | 4 | 13 | 044:860 | 18:30  |
| 10. | ASV Oppau (N)            | 24  | 4  | 8 | 12 | 039:600 | 16:32  |
| 11. | Spvgg Andernach          | 24  | 6  | 4 | 14 | 038:610 | 16:32  |
| 12. | FSV Kürenz               | 24  | 6  | 3 | 15 | 023:550 | 15:33  |
| 13. | SG Gonsenheim            | 24  | 2  | 2 | 20 | 019:106 | 06:42  |

| (M) | Oberligameister Südwest – Gruppe Nord 1947/48 und Oberligameister Südwest 1947/48 |
| (N) | Aufsteiger 1947/48                                                                |

### Gruppe Süd
| Pl.                                                               | Verein                 | Sp. | S  | U | N  | Tore    | Punkte |
| ----------------------------------------------------------------- | ---------------------- | --- | -- | - | -- | ------- | ------ |
| 1.                                                                | Fortuna Freiburg       | 22  | 13 | 5 | 4  | 049:280 | 31:13  |
| 2.                                                                | SV 03 Tübingen (N)     | 22  | 12 | 7 | 3  | 048:250 | 31:13  |
| 3.                                                                | ASV Villingen (N)      | 22  | 10 | 6 | 6  | 037:280 | 26:18  |
| 4.                                                                | Eintracht Singen       | 22  | 10 | 4 | 8  | 034:220 | 24:20  |
| 5.                                                                | SV Fortuna Rastatt (M) | 22  | 10 | 3 | 9  | 053:540 | 23:21  |
| 6.                                                                | SSV Reutlingen 05      | 22  | 7  | 8 | 7  | 034:260 | 22:22  |
| 7.                                                                | VfL Schwenningen       | 22  | 7  | 7 | 8  | 031:400 | 21:23  |
| 8.                                                                | VfL Konstanz           | 22  | 7  | 6 | 9  | 040:370 | 20:24  |
| 9.                                                                | VfL Freiburg           | 22  | 8  | 4 | 10 | 031:390 | 20:24  |
| 10.                                                               | SG Friedrichshafen     | 22  | 8  | 4 | 10 | 040:510 | 20:24  |
| 11.                                                               | SV Biberach            | 22  | 5  | 6 | 11 | 032:520 | 16:28  |
| 12.                                                               | SpVgg Offenburg        | 22  | 2  | 6 | 14 | 026:530 | 10:34  |
| Namensänderung: SV Biberach → TG 1847 Biberach (15. Oktober 1949) |                        |     |    |   |    |         |        |

Die Liga wurde zur Saison 1949/50 auf 16 Mannschaften aufgestockt, daher konnten Biberach und Offenburg nachträglich in der Oberliga verbleiben. Der SV Biberach verzichtete und startete freiwillig in der Landesliga Südwürttemberg, Gruppe Süd.
| (M) | Oberligameister Südwest – Gruppe Süd 1947/48 |
| (N) | Aufsteiger 1947/48                           |

### Finale
|                      | Gesamt |                  | Hinspiel | Rückspiel |
| -------------------- | ------ | ---------------- | -------- | --------- |
| 1. FC Kaiserslautern | 10:30  | Fortuna Freiburg | 4:0      | 6:3       |

### Spiele um den zweiten Endrundenplatz

#### Halbfinale
|                | Gesamt |                | Hinspiel | Rückspiel |
| -------------- | ------ | -------------- | -------- | --------- |
| Wormatia Worms | 8:00   | SV 03 Tübingen | 5:0      | 3:0       |

#### Finale
|                | Ergebnis |                  |
| -------------- | -------- | ---------------- |
| Wormatia Worms | 3:0      | Fortuna Freiburg |

## Süd
| Pl. | Verein                | Sp. | S  | U  | N  | Tore    | Quote | Punkte |
| --- | --------------------- | --- | -- | -- | -- | ------- | ----- | ------ |
| 1.  | Kickers Offenbach     | 30  | 21 | 7  | 2  | 079:290 | 2,72  | 49:11  |
| 2.  | VfR Mannheim          | 30  | 15 | 8  | 7  | 051:420 | 1,21  | 38:22  |
| 3.  | FC Bayern München     | 30  | 14 | 7  | 9  | 061:420 | 1,45  | 35:25  |
| 4.  | TSV 1860 München      | 30  | 13 | 8  | 9  | 061:410 | 1,49  | 34:26  |
| 5.  | SV 07 Waldhof         | 30  | 12 | 10 | 8  | 054:450 | 1,20  | 34:26  |
| 6.  | VfB Stuttgart         | 30  | 13 | 5  | 12 | 056:510 | 1,10  | 31:29  |
| 7.  | TSV Schwaben Augsburg | 30  | 12 | 6  | 12 | 049:500 | 0,98  | 30:30  |
| 8.  | Stuttgarter Kickers   | 30  | 11 | 8  | 11 | 053:650 | 0,82  | 30:30  |
| 9.  | VfB Mühlburg          | 30  | 10 | 9  | 11 | 051:450 | 1,13  | 29:31  |
| 10. | 1. FC Schweinfurt 05  | 30  | 12 | 5  | 13 | 046:560 | 0,82  | 29:31  |
| 11. | 1. FC Nürnberg (M)    | 30  | 11 | 5  | 14 | 049:550 | 0,89  | 27:33  |
| 12. | FSV Frankfurt         | 30  | 11 | 5  | 14 | 040:530 | 0,75  | 27:33  |
| 13. | Eintracht Frankfurt   | 30  | 9  | 8  | 13 | 028:410 | 0,68  | 26:34  |
| 14. | TSG Ulm 1846          | 30  | 9  | 4  | 17 | 043:530 | 0,81  | 22:38  |
| 15. | BC Augsburg (N)       | 30  | 9  | 4  | 17 | 046:660 | 0,70  | 22:38  |
| 16. | Rödelheimer FC (N)    | 30  | 7  | 3  | 20 | 040:730 | 0,55  | 17:43  |

| (M) | Oberligameister Süd 1947/48: 1. FC Nürnberg     |
| (N) | Aufsteiger 1947/48: BC Augsburg, Rödelheimer FC |

### Entscheidungsspiel gegen den Abstieg
| Datum        |             | Ergebnis |              |
| ------------ | ----------- | -------- | ------------ |
| 29. Mai 1949 | BC Augsburg | 1:0      | TSG Ulm 1846 |

## Stadtliga Berlin
| Pl. | Verein                                     | Sp. | S  | U | N  | Tore    | Punkte |
| --- | ------------------------------------------ | --- | -- | - | -- | ------- | ------ |
| 1. | Berliner SV 92                             | 22  | 17 | 3 | 2  | 054:230 | 37:70  |
| 2. | Tennis Borussia Berlin                     | 22  | 14 | 5 | 3  | 052:170 | 33:11  |
| 3. | Union Oberschöneweide (M)                  | 22  | 13 | 5 | 4  | 052:280 | 31:13  |
| 4. | BFC Alemannia 90                           | 22  | 12 | 5 | 5  | 059:480 | 29:15  |
| 5. | Viktoria 89 Berlin (N)                     | 22  | 11 | 5 | 6  | 051:470 | 27:17  |
| 6. | Wacker 04 Berlin                           | 22  | 9  | 2 | 11 | 049:400 | 20:24  |
| 7. | VfB Pankow                                 | 22  | 5  | 8 | 9  | 034:470 | 18:26  |
| 8. | SC Südring Berlin                          | 22  | 6  | 6 | 10 | 032:500 | 18:26  |
| 9. | SC Köpenick                                | 22  | 5  | 6 | 11 | 032:410 | 16:28  |
| 10. | SG Tiergarten-Minerva (N)                  | 22  | 6  | 3 | 13 | 025:430 | 15:29  |
| 11. | Spandauer SV                               | 22  | 5  | 1 | 16 | 032:500 | 11:33  |
| 12. | SC Lichtenberg 47 (N)                      | 22  | 4  | 1 | 17 | 017:550 | 09:35  |
| \| Namensänderung: \| \| \| SG Charlottenburg → \| Tennis Borussia Berlin (1948/49) \| \| SG Wilmersdorf → \| Berliner SV 92 (1949) \| \| SG Nordbahn → \| VfL Nord (1949) \| \| SG Nordstern → \| BFC Nordstern (1949) \| \| SG Britz → \| VfB Britz (1949) \| \| SG Schillerpark → \| SC 1914 Wedding (1949) \| \| SG Gesundbrunnen → \| Hertha BSC \| \| \| Blau-Gelb Wedding \| \| \| SV Norden-Nordwest Berlin (1. August 1949) \| \| SG Tiergarten-Minerva → \| Minerva 93 Berlin (1. September 1949) \| \| SG Neukölln → \| Tasmania 1900 Berlin (1949) \| \| SG Köpenick → \| SC Köpenick (1949) \| \| SG Rixdorf → \| 1. FC Neukölln (1949) \| |                                            |     |    |   |    |         |        |
| Namensänderung: |                                            |     |    |   |    |         |        |
| SG Charlottenburg → | Tennis Borussia Berlin (1948/49)           |     |    |   |    |         |        |
| SG Wilmersdorf → | Berliner SV 92 (1949)                      |     |    |   |    |         |        |
| SG Nordbahn → | VfL Nord (1949)                            |     |    |   |    |         |        |
| SG Nordstern → | BFC Nordstern (1949)                       |     |    |   |    |         |        |
| SG Britz → | VfB Britz (1949)                           |     |    |   |    |         |        |
| SG Schillerpark → | SC 1914 Wedding (1949)                     |     |    |   |    |         |        |
| SG Gesundbrunnen → | Hertha BSC                                 |     |    |   |    |         |        |
| | Blau-Gelb Wedding                          |     |    |   |    |         |        |
| | SV Norden-Nordwest Berlin (1. August 1949) |     |    |   |    |         |        |
| SG Tiergarten-Minerva → | Minerva 93 Berlin (1. September 1949)      |     |    |   |    |         |        |
| SG Neukölln → | Tasmania 1900 Berlin (1949)                |     |    |   |    |         |        |
| SG Köpenick → | SC Köpenick (1949)                         |     |    |   |    |         |        |
| SG Rixdorf → | 1. FC Neukölln (1949)                      |     |    |   |    |         |        |

| (M) | Stadtligameister Berlin 1947/48        |
| (N) | Aufsteiger aus der Stadtklasse 1947/48 |